# Logique interne (EPS)
Cette notion théorique particulière au champ de l'éducation physique et sportive a pour but de caractériser une Activité physique, sportive et artistique (APSA) et ses spécificités. La logique interne « intègre les règles constitutives, l’esprit et la signification essentielle de l’activité physique et sportive » dans la définition qu'en donne Pierre Parlebas.

## Origine et définition
En EPS, l'expression a été utilisée auparavant sans être approfondie par René Deleplace dans la définition du référentiel « Système cohérent de représentation mentale de la totalité de la logique interne du jeu. Véritable “systématique” des décisions tactiques en jeu », ce référentiel constitue un ramassement de la logique interne du jeu qu'il modélise.
La logique interne d'un jeu sportif collectif peut être définie rapidement comme le « noyau dur de ses traits d’action motrice les plus notoires » selon Parlebas. Une discussion plus complète est proposée par ce dernier dans un article de 1991. Elle permet « d'identifier ce système de contraintes qui s'actualise de façon nécessaire dans l'action motrice des joueurs… ». « Les traits de logique interne ne se rapportent pas exclusivement au système objectif de l'activité, ni exclusivement aux particularités subjectives de l'acteur ; plus subtilement, ils témoignent de l'interaction entre l'acteur et le système ». Parlebas exemplifie son propos en se référant aux « principes d'action » et aux « opérations » avant de résumer « La logique interne d'une activité physique, c'est le « noyau dur » de ses traits d'action motrice. Il s'agit de la « carte d'identité » de la pratique considérée, qui regroupe ses caractéristiques pertinentes les plus saillantes. Tout exercice, tout jeu, tout sport peut ainsi être analysé selon ses éléments de logique interne qu'on cherchera à traiter en termes d'opérations et de comportements observables ».
« Système des traits pertinents » qui caractérise un ensemble de conduite motrice possibles regroupées en une activité, cette notion a été approchée sans être formulée, comme l'a  fait Parlebas, par plusieurs auteurs en didactique de l'EPS.

## Traitement et exemples
Cette logique interne peut être appréhendée à l’aide, d’une analyse socio-historique de la pratique (ex. : modes de pratique actuels et futurs), règlementaire (façon de perdre et de gagner, nature et utilisation de l’espace, du corps, d’instruments/engins, des relations/interactions…), sociale,  sémiologique, etc.
Exemple de formulation 
- Boxe pieds-poings (savate-BF, kick boxing) : rapport de force entre deux opposants qui s’affrontent dans un espace ne permettant pas d’échappatoire et essaient, en évitant la charge adverse, de porter des touches avec contrôle, à l’aide de coups de poing (gants de boxe) et de coups de pied (chaussures de boxe ou protections de pied en mousse).
- Hockey : rapport de forces entre deux groupes qui s’affrontent dans un espace interpénétré et essaient, en évitant la perte de l’engin roulant (balle) d’atteindre la cible adverse (but) située à une extrémité du terrain de jeu.

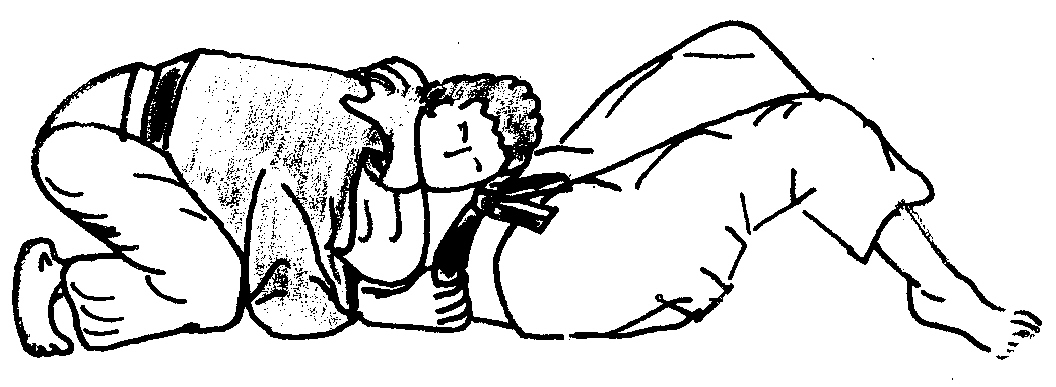
En judo, une façon de gagner : immobiliser son adversaire dos au sol durant un temps donné
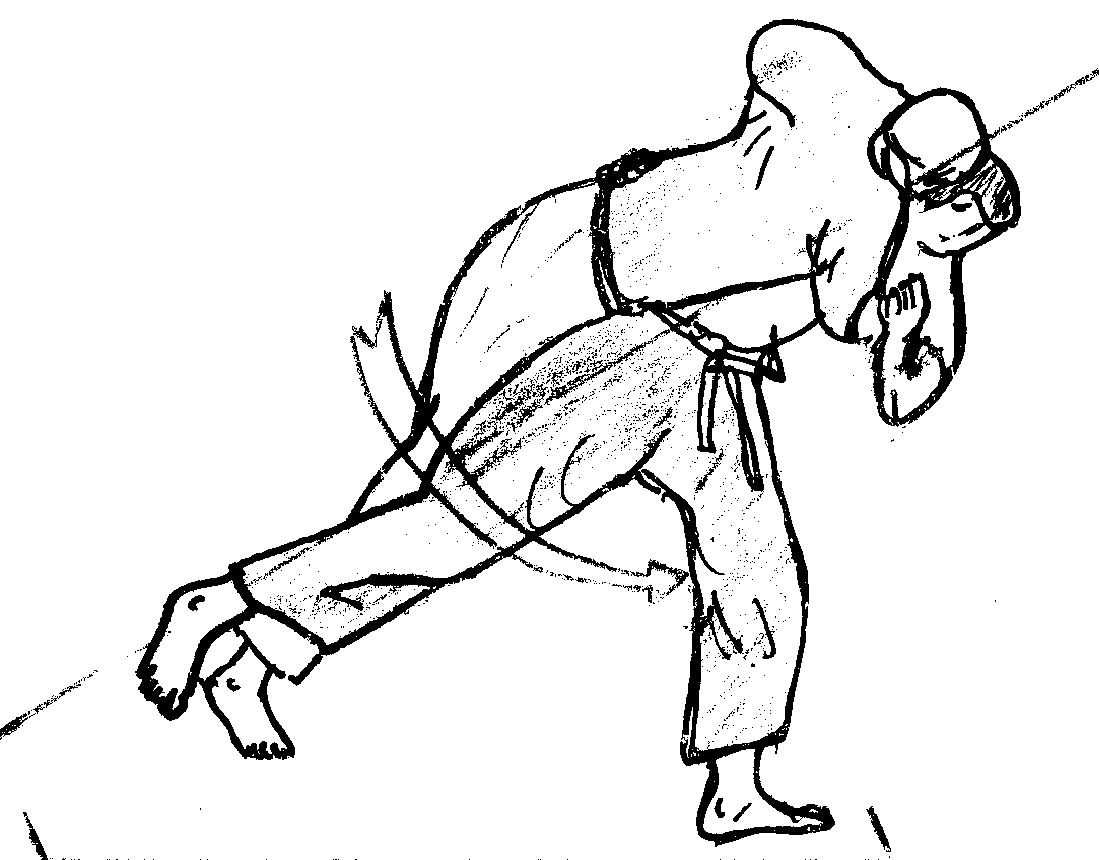
En lutte, une façon de marquer des points : projeter son adversaire

## Sources
- Pierre Parlebas, Lexique commenté en sciences de l’action motrice,  Paris, INSEP, 1981
- Pierre Parlebas, Didactique et logique interne des APS, Revue EPS, 228, 9-14, 1991
- Jacques Metzler, Spécial didactique, revue Spirales n°1,  Lyon,CRIS, 1986
- René Deleplace, Rugby de mouvement, rugby total,  Paris,Éditions de la revue EPS, 1979